# Gascoyne Junction
Gascoyne Junction è una città situata nella regione di Gascoyne, in Australia Occidentale; essa si trova 955 chilometri a nord di Perth ed è la sede della Contea di Upper Gascoyne. Al censimento del 2006 contava 149 abitanti.